# FK Sjachtar Donetsk
FK Sjachtar Donetsk (Oekraïens: Шахтар Донецьк [ʃɑxˈtɑr doˈnɛt͡sʲk]) is een Oekraïense professionele voetbalclub die van origine uit de Oost-Oekraïense stad Donetsk komt, maar door de Russisch-Oekraïense Oorlog in 2014 gedwongen was haar speelbasis te verleggen naar de West-Oekraïense stad Lviv, vervolgens vanaf 2017 naar Charkiv en vanaf 2020 naar de hoofdstad Kiev, waar ze sindsdien speelt in stadion NSK Olimpiejsky. In 2017 waren al de kantoren en trainingsfaciliteiten naar Kiev verplaatst.
De clubkleuren van Sjachtar zijn oranje-zwart. De club werd in de 21ste eeuw een belangrijke club in Oekraïne, met dertien landstitels. Sjachtar won in 2009 zijn enige internationale prijs: de UEFA Cup.

## Geschiedenis

### 1936–1959: oprichting, oorlog en naamsverandering

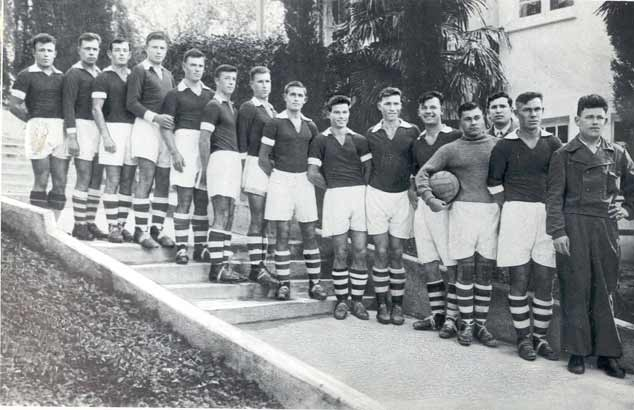
Team van 1937

De club werd op 3 april 1936 opgericht onder de naam Stachanovets. De club werd genoemd naar Aleksej Stachanov. De selectie bestond uit spelers van de lokale voetbalclubs Sjachtar Horliv en Dynamo Stalino. Stachanovets speelde zijn eerste wedstrijd op 12 mei 1936, tegen Dynamo Odesa in Horlivka. Mykhailo Pasjtsjenko maakte het openingsdoelpunt, maar de club verloor met 2–3. De club speelde twaalf dagen later in Kazan zijn eerste competitiewedstrijd, die ondanks een doelpunt van Fjodor Manov met 1–4 verloren ging. Vanaf 1938 mocht de club de Donbas vertegenwoordigen op het hoogste niveau van de Sovjet-Unie. De elfde plaats in 1938 werd gevolgd door twaalfde plaatsen. De competitie van 1941 werd onderbroken wegens de Tweede Wereldoorlog toen Stachanovets de vierde plaats bezat. Veel spelers van de club vochten mee in de Grote Vaderlandse Oorlog en sommigen kwamen daarbij te overlijden. Na de oorlog speelde Stachanovets mee in de Pervaja Liga, waar het als vijfde eindigde.
De club veranderde zijn naam in juli 1946 in Sjachtjor, wat in het Russisch mijnwerker betekent. In 1947 eindigde de club als tweede in de Oekraïense zone van de Pervaja Liga. In 1949 keerde Sjachtjor terug naar de Sovjet Top Liga, maar daar eindigde het als laatste, met 18 punten in 34 wedstrijden. In 1950 verbeterden de prestaties met een elfde plaats. Een jaar later wist Sjachtjor knap als derde te eindigen in de competitie. Dat was tot dan toe de beste prestatie van de club. In het bekertoernooi bereikte Sjachtjor de halve finales. Aanvaller Aleksandr Ponomarjov speelde een grote rol bij het succes van 1951. In het daaropvolgende jaar speelde Sjachtjor al zijn competitiewedstrijden in Moskou en degradeerde het naar het tweede niveau. Vervolgens voerde de club grote veranderingen door. Zo beëindigde Ponomarjov zijn spelerscarrière en werd hij trainer van het eerste elftal. In Sjachtjors tweede achtereenvolgende seizoen na de degradatie werd de club kampioen van het tweede niveau, waardoor het ook promoveerde naar het hoogste niveau. Tussen 1955 en 1958 eindigde Sjachtjor steeds op de zevende of achtste plaats in de competitie. In 1959 eindigde Sjachtjor als laatste, maar degradeerde het niet door uitbreiding van de competitie.

### 1960–1974: Osjenkov-jaren met eerste prijzen gevolgd door degradatie en promotie
In 1960 werd Oleg Osjenkov aangesteld als trainer van Sjachtjor. Op 29 oktober 1961 won Sjachtjor de eerste hoofdprijs van zijn clubgeschiedenis. Die dag werd in de finale van de beker met 3–1 gewonnen van Torpedo Moskou. Een jaar later wist de club de bekerwinst te prolongeren; op 11 augustus 1962 won Sjachtjor dankzij twee vroege doelpunten de bekerfinale tegen Znamja Troeda Orechovo-Zoejevo. Ook in 1963 speelde Sjachtjor de bekerfinale, maar ditmaal was Spartak Moskou met 2–0 te sterk. In 1960 was Sjachtjor als zeventiende geëindigd in de competitie. De club groeide door de jaren heen en eindigde in 1964 als vijfde. In 1966 hield Joeri Korotkikh 913 minuten lang zijn doel schoon. In 1969 werd Osjenkov na negen jaar als hoofdtrainer vervangen door Joerij Vojnov. In 1971 eindigde Sjachtjor als laatste in de competitie, waardoor het degradeerde. Sjachtjor wist in 1972 direct terug te promoveren naar het hoogste niveau. In deze jaren werden de hoofdtrainers snel afgewisseld. In het eerste seizoen terug op het hoogste niveau eindigde Sjachtjor als zesde.

### 1975–1991: eerste deelnamen aan Europees voetbal, laatste jaren van de Sovjet-Unie
Onder leiding van Vladimir Salkov eindigde Sjachtjor in 1975 als tweede in de competitie, met een achterstand van vijf punten op Dynamo Kiev. Die tweede plaats was tot dan toe de hoogste eindklassering van Sjachtjor in zijn clubgeschiedenis. Door die tweede plaats mocht de club in 1976 deelnemen aan Europees clubvoetbal. In de UEFA Cup werden er zeges op Dynamo Berlin en Budapest Honvéd geboekt voordat Sjachtjor in de achtste finales werd uitgeschakeld door Juventus, de uiteindelijke winnaar van het toernooi. In de jaren die volgden tot 1982 bleef Sjachtjor steeds in de top 7 eindigen. In 1978 verloor Sjachtjor in de Europacup II van FC Barcelona. In 1979 wist Sjachtjor met Viktor Nosov zijn beste eindklassering in de competitie te evenaren, met een tweede plaats, met een achterstand van twee punten op Spartak Moskou. Vitalij Staroechin werd dat jaar met 26 doelpunten topscorer van de competitie en benoemd tot voetballer van het jaar van de Sovjet-Unie.
Vanaf 1980 wist Sjachtjor niet meer in de top 5 in de competitie van de Sovjet-Unie te eindigen. In 1980 en 1983 werd wel succes geboekt in het bekertoernooi. Op 9 augustus 1980 werd de bekerfinale tegen Dinamo Tbilisi gewonnen en op 8 mei 1983 werd de finale gewonnen van Metalist Charkov. De bekerwinst van 1983 werd op 8 juli 1984 gevolgd door winst in de supercup van de Sovjet-Unie tegen landskampioen FK Dnipro. In de Europacup II verloor Sjachtjor in 1984 de kwartfinale van FC Porto, nadat in eerdere rondes Boldklubben 1901 en Servette FC werden uitgeschakeld.

### 1992–2001: eerste jaren in onafhankelijk Oekraïne, wisseling van eigenaar
Na het uiteenvallen van de Sovjet-Unie en het uitroepen van de onafhankelijkheid van Oekraïne in 1991 veranderde de club zijn naam van het Russische Sjachtjor naar het Oekraïense Sjachtar. Sjachtar eindigde in de eerste twee edities van de Premjer Liha als vierde. In 1994 plaatste Sjachtar zich voor Europees voetbal door als tweede te eindigen, met een achterstand van zeven punten op Dynamo Kiev. Op 28 mei 1995 won Sjachtar voor het eerst de Oekraïense beker. De finale tegen FK Dnipro eindigde in een 1–1 gelijkspel, waarna Sjachtar de strafschoppenreeks won. In oktober 1995 overleed de eigenaar Akhat Bragin bij een bomaanslag. Hij werd opgevolgd door zijn vice-eigenaar Rinat Achmetov, die grootse ambities had.
In 1996 eindigde Sjachtar teleurstellend als tiende in de competitie, maar een jaar later eindigde de club achter enkel Dynamo Kiev in de competitie en werd de bekerfinale op 25 mei met 1–0 gewonnen tegen FK Dnipro. Tussen 1997 en 2001 eindigde Sjachtar ook steeds als tweede in de competitie, achter Dynamo Kiev. In 1999 werd een voetbalacademie, verbonden aan de club, geopend, die ongeveer 3000 jonge spelers training bood. In hetzelfde jaar werd het nieuwe trainingscomplex "Kirsja" geopend. In 2000 kwam Sjachtar voor het eerst uit in de UEFA Champions League. In de kwalificatierondes werden Levadia Tallinn en Slavia Praag uitgeschakeld. In de groepsfase eindigde Sjachtar als derde in een groep met Arsenal FC, SS Lazio en Sparta Praag. Op 27 mei 2001 won Sjachtar voor een derde keer de Oekraïense beker, door de finale tegen Arsenal Kiev na een verlenging met 2–1 te winnen.

### 2001–2013: start van binnenlandse dominantie, UEFA Cup-winst onder Lucescu
In januari 2002 werd Nevio Scala aangesteld als hoofdtrainer. Onder zijn leiding eindigde Sjachtar met één punt boven Dynamo Kiev, waardoor het voor het eerst kampioen van Oekraïne werd. In de beker won Sjachtar op 26 mei 2002 de finale na een verlenging tegen datzelfde Dynamo Kiev, waardoor Sjachtar de nationale dubbel won. Anatolij Tymosjtsjoek werd dat jaar als eerste Sjachtar-speler in een onafhankelijk Oekraïne verkozen tot Oekraïens voetballer van het jaar. In 2003 en 2004 eindigde Sjachtar met drie punten achterstand op Dynamo Kiev als tweede. In 2004 gebeurde dat onder leiding van Bernd Schuster. Hij vertrok richting het eind van het seizoen, voordat Sjachtar op 30 mei 2004 de bekerfinale tegen FK Dnipro met 2–0 won. Enkele dagen voor die bekerfinale was Mircea Lucescu aangesteld als hoofdtrainer.
Na de aanstelling van Lucescu haalde Achmetov veel (half-)Brazilianen naar Sjachtar. Brandão zat er al en binnen een jaar na de komst Lucescu tekenden ook Matuzalém, Elano en Jádson bij Sjachtar. In de verdediging stonden veel zelf opgeleide spelers. In Lucescu's eerste volledige seizoen bij Sjachtar eindigde de club na overwinningen op Celtic FC en FC Barcelona als derde in een UEFA Champions League-groep met ook AC Milan. Sjachtar won in de UEFA Cup vervolgens van Schalke 04, maar werd uitgeschakeld door AZ. Later dat seizoen werd Sjachtar voor een tweede keer landskampioen, door met zeven punten voorsprong op Dynamo Kiev als eerste te eindigen. In de finale van het bekertoernooi verloor Sjachtar op 29 mei 2005 met 1–0 van de grote concurrent Dynamo Kiev. Sjachtar wist wel van Dynamo Kiev te winnen toen het op 9 juli 2005 na een strafschoppenserie voor het eerst in de clubgeschiedenis de Oekraïense supercup won.
In 2006 wist Sjachtar de landstitel van 2005 te prolongeren. Sjachtar had het hele competitieseizoen slechts één keer verloren en eindigde het seizoen met hetzelfde puntenaantal als Dynamo Kiev. Daarop werd besloten om een "Golden Match" te laten spelen tussen Sjachtar Donetsk en Dynamo Kiev voor de landstitel in Kryvy Rih. Sjachtar won die wedstrijd na een verlenging, dankzij een treffer van Julius Aghahowa. In het seizoen 2006/07 eindigde Sjachtar in zowel de competitie als het bekertoernooi als tweede achter Dynamo Kiev. In 2006 en 2007 werd Tymosjtsjoek voor een tweede en derde keer benoemd tot Oekraïens voetballer van het jaar. Sjachtar won in 2008 voor een tweede keer de Oekraïense dubbel door de competitie en de beker te winnen. Enkele maanden later won Sjachtar ook voor een tweede keer in de clubgeschiedenis de Oekraïense supercup, door met een strafschoppenserie van Dynamo Kiev te winnen.

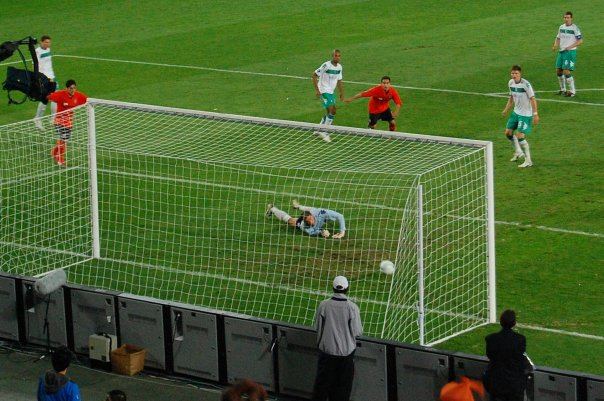
Jádson maakt het winnende doelpunt in de UEFA Cupfinale.

Sjachtar won op 9 december 2008 met 3–2 uit bij FC Barcelona, de uiteindelijke winnaar van de UEFA Champions League. Sjachtar eindigde als derde in een groep met ook Sporting Lissabon en FC Basel en stroomde door naar de UEFA Cup. In de UEFA Cup wist Sjachtar Tottenham Hotspur, CSKA Moskou en Olympique Marseille uit te schakelen. In de halve finales volgde een Oekraïens onderonsje met Dynamo Kiev. De thuiswedstrijd eindigde in een 1–1 gelijkspel en Sjachtar won de thuiswedstrijd met 2–1. Op 20 mei 2009 speelde Sjachtar de UEFA Cupfinale in Istanboel tegen Werder Bremen. Sjachtar behaalde het grootste succes in zijn clubhistorie door met 2–1 te winnen. Luiz Adriano opende de score en na een tegentreffer van Naldo maakte Jádson in de verlenging het winnende doelpunt. Sjachtar werd zodoende de eerste club uit onafhankelijk Oekraïne met een internationale prijs en de laatste winnaar van de UEFA Cup voordat het werd omgedoopt tot de UEFA Europa League. In de binnenlandse competities eindigde Sjachtar als tweede, achter Dynamo Kiev in de competitie en achter Vorskla Poltava in het bekertoernooi. Sjachtar speelde op 28 augustus 2009 in Monaco om de UEFA Super Cup. Sjachtar hield lang stand, maar FC Barcelona won de wedstrijd door een doelpunt van Pedro in de verlenging.

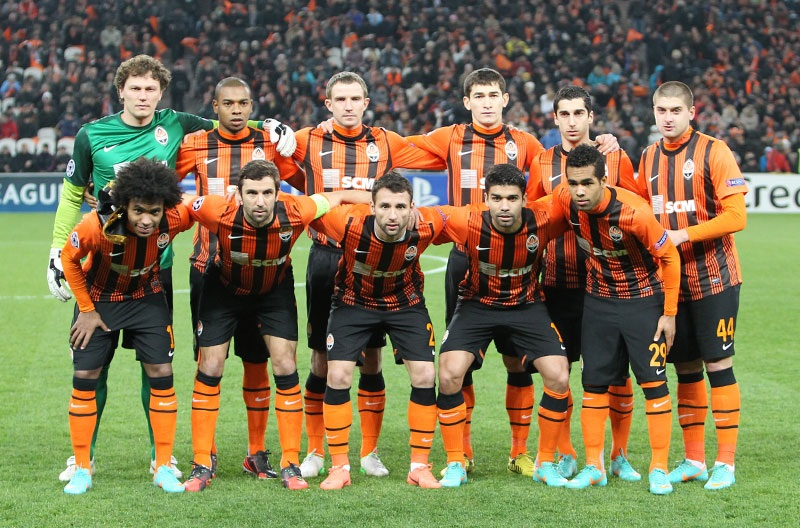
Team van 2012-2013

Op 29 augustus 2009 werd de nieuwe thuisbasis van Sjachtar Donetsk, de Donbas Arena, geopend. In 2010 won Sjachtar voor een vijfde keer de landstitel. Dat werd gevolgd door een 7–1 zege op Tavrija Simferopol in de landelijke supercup op 4 juli 2010. In het seizoen 2010/11 bereikte Sjachtar voor het eerst de knock-outfase van de UEFA Champions League, door groepswinnaar te worden in een groep met Arsenal FC, SC Braga en FK Partizan. In de achtste finales won Sjachtar van AS Roma, waarna het in de kwartfinales speelde tegen FC Barcelona, dat met 6–1 te sterk bleek.  Later dat seizoen won Sjachtar voor een tweede keer in zijn clubgeschiedenis de landelijke dubbel. In juli 2011 verloor Sjachtar de strijd om de supercup tegen Dynamo Kiev, maar de club wist in 2012 de landstitel en de bekerwinst te prolongeren. In 2013 bereikte Sjachtar voor een tweede keer de knock-outfase van de UEFA Champions League, maar werd het in de achtste finales uitgeschakeld door Borussia Dortmund. In datzelfde jaar won Sjachtar voor een derde jaar op rij de landelijke dubbel. In de competitie eindigde de club dertien punten boven vicekampioen Metalist Charkov en Sjachtar won de bekerfinale met 3–0 van Tsjornomorets Odessa. Henrich Mchitarjan werd topscorer van de Oekraïense competitie.

### 2013–heden: vertrek van Lucescu en gevolgen van de oorlog
In 2013 verkocht Sjachtar Henrich Mchitarjan, Willian en Fernandinho voor vele miljoenen euro's. Daarvoor in de plaats werden onder anderen de Brazilianen Taison, Fred en Bernard gehaald. Dat seizoen verkocht Sjachtar 27.000 seizoenkaarten. In 2014 werd Sjachtar voor een vijfde seizoen op rij en voor een negende keer in dertien seizoenen kampioen van Oekraïne, met Luiz Adriano als topscorer. In het bekertoernooi ging de finale verloren tegen Dynamo Kiev. Op 22 juli 2014 won Sjachtar de Oekraïense supercup wel van Dynamo Kiev. In 2014 werd Donetsk het centrum van de oorlog in Oost-Oekraïne. Sjachtar moest vertrekken uit Donetsk en vestigde zich in Kiev. De club wilde zijn wedstrijden niet spelen in de stad van zijn rivaal Dynamo Kiev en ging in plaats daarvan Sjachtar zijn wedstrijden spelen in de Arena Lviv. Met Lviv als thuisbasis eindigde Sjachtar als tweede in een UEFA Champions League-groep met FC Porto, Athletic Bilbao en BATE Borisov. In de uitwedstrijd tegen BATE Borisov won Sjachtar Donetsk met 7–0. Het werd de gedeeld grootste uitzege ooit van een team in de UEFA Champions League en Luiz Adriano werd in die wedstrijd na Lionel Messi de tweede speler ooit met vijf doelpunten in één UEFA Champions League-wedstrijd. In de achtste finales wist Sjachtar Bayern München in de heenwedstrijd op 0–0 te houden, maar in de Allianz Arena ging Sjachtar met 7–0 onderuit. In zowel de competitie als het bekertoernooi moest Sjachtar het doen met een tweede plaats achter Dynamo Kiev. Alex Teixeira werd topscorer van de competitie en werd in het daaropvolgende seizoen verkocht, evenals zijn landgenoten Douglas Costa, Luiz Adriano en Fernando.
Sjachtar won op 14 juli 2015 voor een zevende keer de Oekraïense supercup, dankzij doelpunten van Darijo Srna en Taison in de blessuretijd tegen Dynamo Kiev. In de UEFA Champions League eindigde Sjachtar in een groep met Real Madrid, Paris Saint-Germain en Malmö FF als derde, waardoor het doorstroomde naar de UEFA Europa League. Sjachtar wist daarin te winnen van Schalke 04, RSC Anderlecht en SC Braga, maar moest het in de halve finales afleggen tegen Sevilla FC. In de competitie moest Sjachtar Dynamo Kiev boven zich dulden, maar het bekertoernooi werd gewonnen door in de finale Zorja Loehansk te verslaan. Aan het eind van het seizoen 2015/16 vertrok Lucescu na een periode van twaalf jaar en 573 wedstrijden als hoofdtrainer om aan de slag te gaan bij Zenit Sint-Petersburg. Hij werd opgevolgd door Paulo Fonseca, die overkwam van SC Braga. In januari 2017 werd bekend dat Sjachtar zijn wedstrijden niet meer in Lviv, maar in het Metaliststadion te Charkiv ging spelen, omdat er in die regio veel supporters van Sjachtar zouden zijn. Sjachtar bleef zijn trainingen afwerken in Kiev. In Sjachtars eerste seizoen onder leiding van Fonseca werd de club met een voorsprong van dertien punten op Dynamo Kiev voor een tiende keer landskampioen. Ook de Oekraïense beker werd gewonnen. Drie maanden later won Sjachtar de Oekraïense supercup tegen Dynamo Kiev.
Srna speelde sinds 2003 voor Sjachtar en verlengde zijn contract in 2017, ondanks interesse van FC Barcelona. In september 2017 kwam hij in opspraak, omdat hij een dopingmiddel zou hebben gebruikt. Srna besloot vervolgens om niet meer voor Sjachtar te spelen. Hij werd in februari 2018 tot augustus 2018 geschorst, maar hij vertrok in juni 2018 bij de club, na vijftien jaar en 536 wedstrijden voor Sjachtar te hebben gespeeld. Sjachtar bereikte in het seizoen 2017/18 de achtste finales van de UEFA Champions League, maar werd daarin op uitdoelpunten uitgeschakeld door AS Roma. Sjachtar won in 2018 wederom de landelijke dubbel. Naast Srna vertrokken in de zomer van 2018 ook Fred, Jaroslav Rakitskiy en Bernard na minstens vijf jaar. In 2019 won Sjachtar voor een negende keer de landelijke dubbel. In de competitie eindigde Sjachtar met een voorsprong van elf punten boven Dynamo Kiev, met aanwinst Júnior Moraes als topscorer. In de beker werd de finale tegen FK Inhoelets Petrove met 4–0 gewonnen.
In juni 2019 werd Luís Castro aangesteld als hoofdtrainer. Hij verving Fonseca, die naar AS Roma vertrok. Sjachtars eerste wedstrijd onder leiding van Castro ging met 2–1 verloren tegen Dynamo Kiev in de strijd om de Oekraïense supercup. In de UEFA Champions League eindigde Sjachtar als derde in een groep met Manchester City, Atalanta Bergamo en Dinamo Zagreb. In de knock-outfase van de UEFA Europa League bereikte Sjachtar vervolgens de halve finales via SL Benfica, VfL Wolfsburg en FC Basel. In de halve finale ging Sjachtar met 5–0 onderuit tegen Internazionale. De kwart- en halve finale werden uitgesteld en gespeeld over één wedstrijd in Duitsland zonder publiek wegens de coronacrisis. Door de coronacrisis werd ook de landelijke competitie tijdelijk stilgelegd. Sjachtar werd uiteindelijk overtuigend kampioen, met een voorsprong van 23 punten op Dynamo Kiev. Het was de dertiende landstitel uit de clubgeschiedenis. Doordat de wedstrijden in de coronacrisis zonder toeschouwers werden gespeeld, besloot Dynamo Kiev zijn wedstrijden te spelen in het Valeri Lobanovskystadion. Daarop besloot Sjachtar om voor een derde keer in zes jaar tijd te veranderen van stadion voor zijn thuiswedstrijden en zijn thuiswedstrijden te gaan spelen in het eerdere stadion van Dynamo Kiev, het NSK Olimpiejsky.
Sjachtar won in 2020 twee keer van Real Madrid in de groepsfase van de UEFA Champions League, maar overleefde de groep met ook Borussia Mönchengladbach en Internazionale niet. In de UEFA Europa League werd Sjachtar uitgeschakeld in de achtste finales door AS Roma, dat onder leiding stond van Sjachtars voormalige trainer Fonseca. In 2021 greep Sjachtar voor het eerst in vijf jaar tijd naast de landstitel. Voor het eerst in veertien seizoenen zelfs bleef Sjachtar zonder prijs in een volledig seizoen. Aan het eind van het seizoen vertrok Castro als trainer en werd hij vervangen door Roberto De Zerbi. Door de tweede plaats in het voorgaande competitieseizoen nam Sjachtar het op 22 september 2021 op tegen Dynamo Kiev in de strijd om de landelijke supercup. Sjachtar won deze wedstrijd met 3–0. Wegens de Russische invasie van Oekraïne werd de Oekraïense competitie in het seizoen 2021/22 niet afgemaakt. Op het moment dat de competitie werd stilgelegd stond Sjachtar bovenaan. Er werd echter geen kampioen uitgeroepen. Wel werd er op basis van de stand besloten dat Sjachtar zich kwalificeerde voor de UEFA Champions League. Door de invasie vertrokken veel spelers uit Oekraïne, waaronder Alan Patrick, David Neres, Dodô en Marlon. Trainer De Zerbi gaf in eerste instantie aan in Oekraïne te blijven, maar later vertrok hij alsnog. Igor Jovićević werd zijn opvolger. In januari 2023 wist Sjachtar Mykhailo Moedryk voor € 100 miljoen te verkopen aan Chelsea FC. Dat werd een recordverkoop voor Sjachtar.

## Stadions

### Sjachtarstadion
Het oude stadion van FK Sjachtar, het Sjachtarstadion, werd in 1936 gebouwd en onderging viermaal een verbouwing. Het werd door de reserves van Sjachtar gebruikt en door Metaloerh Donetsk, tijdens hun Europese wedstrijden.

### RSK Olimpiejsky
Het RSK Olimpiyskiy was de oude thuisbasis van Sjachtar Donetsk, maar sinds de Donbas Arena werd gebruikt, was alleen Metaloerh Donetsk nog de bespeler van het stadion.

### Donbas Arena
De Donbas Arena was sinds augustus 2009 de thuisbasis van FC Sjachtar en bood plaats aan 51.504 toeschouwers. Het is mede gebouwd voor het EK 2012, dat plaatsvond in Polen en Oekraïne. Tijdens de Russisch-Oekraïense Oorlog werden er in de Donbas Arena na mei 2014 geen wedstrijden meer gespeeld.

### NSK Olimpiejsky
Door de oorlog verhuisde Sjachtar naar de Arena Lviv en het Metaliststadion. In 2020 verhuisde de club naar NSK Olimpiejsky, wat eerder het stadion van Dynamo Kiev was.

### Volksparkstadion
Door de aanhoudende oorlog werden de thuiswedstrijden in de UEFA Champions League 2023/24 in het Volksparkstadion van Hamburger SV afgewerkt.

## Erelijst

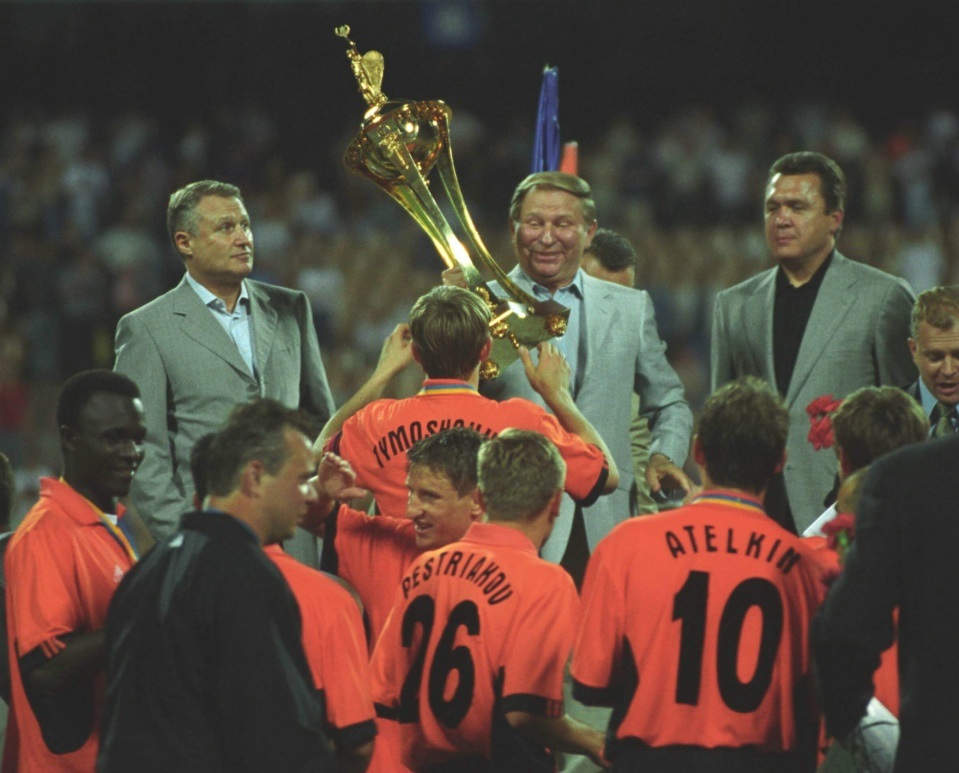
Spelers van Sjachtar Donetsk na het winnen van de Oekraïense beker in 2002.

| Internationaal          |     |                                                                                                |
| UEFA Cup                | 1×  | 2009 (Laatste editie, werd na seizoen 2008/09 veranderd in de UEFA Europa League)              |
| Nationaal               |     |                                                                                                |
| Premjer Liha            | 16× | 2002, 2005, 2006, 2008, 2010, 2011, 2012, 2013, 2014, 2017, 2018, 2019, 2020, 2022, 2023, 2024 |
| Oekraïense voetbalbeker | 15× | 1995, 1997, 2001, 2002, 2004, 2008, 2011, 2012, 2013, 2016, 2017, 2018, 2019, 2024, 2025       |
| Oekraïense supercup     | 9×  | 2005, 2008, 2010, 2012, 2013, 2014, 2015, 2017, 2021                                           |
| USSR Cup                | 4×  | 1961, 1962, 1980, 1983                                                                         |
| USSR Supercup           | 1×  | 1983                                                                                           |
| Vriendschappelijk       |     |                                                                                                |
| Copa del Sol            | 2×  | 2010, 2013                                                                                     |
| La Manga Cup            | 1×  | 2008 (I)                                                                                       |
| Channel One Cup         | 1×  | 2006                                                                                           |

### Individuele trofeeën
- Mychajlo Sokolovskyj: Prijs 'Loyaliteit aan de Club', 400 wedstrijden voor dezelfde club
- Joeri Degterev, 1977: beste doelman van het seizoen
- Vitalij Staroechin, 1979: beste USSR-voetballer, USSR-topschutter, 500 goals
- Oleh Matvjejev, 1997: Oekraïens topschutter, 21 goals
- Andri Vorobej, 2001: Oekraïens topschutter, 21 goals

## Seizoensresultaten vanaf 1992
| Seizoen | Competitie    | Niveau | Eindstand | Beker        | Opmerking                                                                    |
| ------- | ------------- | ------ | --------- | ------------ | ---------------------------------------------------------------------------- |
| 1992    | Vysjtsja Liha | I      | 4         | halve finale | play-off 3e/4e plaats > Dnipro Dnipropetrovsk: 2-3                           |
| 1992/93 | Vysjtsja Liha | I      | 4         | 3e ronde     |                                                                              |
| 1993/94 | Vysjtsja Liha | I      | 2         | 8e finale    |                                                                              |
| 1994/95 | Vysjtsja Liha | I      | 4         | Winnaar      | > Dnipro Dnipropetrovsk: 1-1 (7-6 n.s.)                                      |
| 1995/96 | Vysjtsja Liha | I      | 10        | halve finale |                                                                              |
| 1996/97 | Vysjtsja Liha | I      | 2         | Winnaar      | > Dnipro Dnipropetrovsk: 1-0                                                 |
| 1997/98 | Vysjtsja Liha | I      | 2         | 8e finale    |                                                                              |
| 1998/99 | Vysjtsja Liha | I      | 2         | halve finale |                                                                              |
| 1999/00 | Vysjtsja Liha | I      | 2         | kwartfinale  |                                                                              |
| 2000/01 | Vysjtsja Liha | I      | 2         | Winnaar      | > CSKA Kiev: 2-1 n.v.                                                        |
| 2001/02 | Vysjtsja Liha | I      |           | Winnaar      | > FC Dynamo Kiev: 3-2 n.v.                                                   |
| 2002/03 | Vysjtsja Liha | I      | 2         | Finalist     | > FC Dynamo Kiev: 1-2                                                        |
| 2003/04 | Vysjtsja Liha | I      | 2         | Winnaar      | > Dnipro Dnipropetrovsk: 2-0                                                 |
| 2004/05 | Vysjtsja Liha | I      |           | Finalist     | > FC Dynamo Kiev: 0-1                                                        |
| 2005/06 | Vysjtsja Liha | I      |           | 8e finale    | Ligatopscorer ex aequo: Brandão (15)                                         |
| 2006/07 | Vysjtsja Liha | I      | 2         | Finalist     | > FC Dynamo Kiev: 1-2                                                        |
| 2007/08 | Vysjtsja Liha | I      |           | Winnaar      | > FC Dynamo Kiev: 2-0                                                        |
| 2008/09 | Premjer Liha  | I      | 2         | Finalist     | > Vorskla Poltava: 0-1                                                       |
| 2009/10 | Premjer Liha  | I      |           | halve finale |                                                                              |
| 2010/11 | Premjer Liha  | I      |           | Winnaar      | > FC Dynamo Kiev: 2-0                                                        |
| 2011/12 | Premjer Liha  | I      |           | Winnaar      | > Metaloerh Donetsk: 2-1 n.v.; Ligatopscorer ex aequo: Yevhen Seleznyov (14) |
| 2012/13 | Premjer Liha  | I      |           | Winnaar      | > Tsjornomorets Odessa: 3-0; Ligatopscorer Henrikh Mkhitaryan (25)           |
| 2013/14 | Premjer Liha  | I      |           | Finalist     | > FC Dynamo Kiev: 1-2; Ligatopscorer Luiz Adriano (20)                       |
| 2014/15 | Premjer Liha  | I      | 2         | Finalist     | > FC Dynamo Kiev: 0-0 (4-5 n.s.); Ligatopscorer ex aequo: Alex Teixeira (17) |
| 2015/16 | Premjer Liha  | I      | 2         | Winnaar      | > Zorja Loehansk: 2-0; Ligatopscorer: Alex Teixeira (22)                     |
| 2016/17 | Premjer Liha  | I      |           | Winnaar      | > FC Dynamo Kiev: 1-0                                                        |
| 2017/18 | Premjer Liha  | I      |           | Winnaar      | > FC Dynamo Kiev: 2-0; Ligatopscorer Facundo Ferreyra (21)                   |
| 2018/19 | Premjer Liha  | I      |           | Winnaar      | > FK Inhoelets Petrove: 4-0; Ligatopscorer Júnior Moraes (19)                |
| 2019/20 | Premjer Liha  | I      |           | 8e finale    | Ligatopscorer Júnior Moraes (20)                                             |
| 2020/21 | Premjer Liha  | I      | 2         | kwartfinale  |                                                                              |
| 2021/22 | Premjer Liha  | I      |           | kwartfinale  | Gespeeld tot kwartfinale i.v.m. Russische inval                              |
| 2022/23 | Premjer Liha  | I      |           | --           | Geen bekertoernooi i.v.m. Russische inval                                    |
| 2023/24 | Premjer Liha  | I      |           | Winnaar      | > Vorskla Poltava: 2-1                                                       |
| 2024/25 | Premjer Liha  | I      | 3         | Winnaar      | > FC Dynamo Kiev: 1-1 (6-5 ns)                                               |
| 2025/26 | Premjer Liha  | I      | .         |              |                                                                              |

## Selectie 2022/23
| No.           | Nationaliteit | Naam                   | Geboortedatum | Bij club sinds | Vorige club                     |
| ------------- | ------------- | ---------------------- | ------------- | -------------- | ------------------------------- |
| Keepers       |               |                        |               |                |                                 |
| 1             | Oekraïne      | Oleksij Sjevtsjenko    | 24-02-1992    | 2018           | Karpaty Lviv                    |
| 12            | Oekraïne      | Tijmur Puzankov        | 04-03-2003    | 2019           | Eigen jeugd                     |
| 30            | Oekraïne      | Andrij Pjatov          | 28-06-1984    | 2007           | Vorskla Poltava                 |
| 31            | Oekraïne      | Dmytro Riznyk          | 30-01-1999    | 2023           | Vorskla Poltava                 |
| 81            | Oekraïne      | Anatolij Troebin       | 01-08-2001    | 2019           | Eigen jeugd                     |
| Verdedigers   |               |                        |               |                |                                 |
| 5             | Oekraïne      | Valeriy Bondar         | 27-02-1999    | 2019           | Eigen jeugd                     |
| 13            | Georgië       | Giorgi Gocholeishvili  | 14-02-2001    | 2023           | FC Saboertalo                   |
| 15            | Oekraïne      | Bohdan Mychajlytsjenko | 21-03-1997    | 2022           | RSC Anderlecht (gehuurd van)    |
| 22            | Oekraïne      | Mykola Matvijenko      | 02-05-1996    | 2015           | Vorskla Poltava (verhuurd aan)  |
| 23            | Brazilië      | Lucas Taylor           | 10-04-1995    | 2022           | PAOK (gehuurd van)              |
| 26            | Oekraïne      | Yukhym Konoplya        | 26-08-1999    | 2021           | Desna Tsjernihiv (verhuurd aan) |
| 28            | Oekraïne      | Marian Faryna          | 28-08-2003    | 2020           | Eigen jeugd                     |
| 32            | Oekraïne      | Eduard Kozik           | 19-04-2003    | 2022           | Eigen jeugd                     |
| 44            | Oekraïne      | Jaroslav Rakitskiy     | 03-08-1989    | 2009           | Eigen jeugd                     |
| 99            | Oekraïne      | Viktor Kornijenko      | 14-02-1999    | 2020           | Eigen jeugd                     |
| Middenvelders |               |                        |               |                |                                 |
| 6             | Oekraïne      | Taras Stepanenko       | 08-08-1989    | 2010           | Metaloerh Zaporizja             |
| 7             | Oekraïne      | Andriy Totovytskyi     | 20-01-1993    | 2010           | KV Kortrijk (verhuurd aan)      |
| 8             | Oekraïne      | Heorhij Soedakov       | 01-09-2002    | 2020           | Eigen jeugd                     |
| 9             | Oekraïne      | Marian Shved           | 16-07-1997    | 2022           | KV Mechelen                     |
| 11            | Oekraïne      | Oleksandr Zoebkov      | 03-08-1996    | 2022           | Ferencváros                     |
| 16            | Oekraïne      | Dmytro Kryskiv         | 06-10-2000    | 2022           | Eigen jeugd                     |
| 17            | Kroatië       | Neven Đurasek          | 14-08-1998    | 2022           | Dinamo Zagreb                   |
| 20            | Oekraïne      | Dmytro Topalov         | 12-03-1998    | 2022           | FK Marioepol (verhuurd aan)     |
| 21            | Oekraïne      | Artem Bondarenko       | 21-08-2000    | 2021           | FK Marioepol (verhuurd aan)     |
| 27            | Oekraïne      | Oleh Ocheretko         | 25-05-2003    | 2022           | FK Marioepol (verhuurd aan)     |
| 29            | Oekraïne      | Yehor Nazaryna         | 10-07-1997    | 2022           | Zorja Loehansk                  |
| 34            | Oekraïne      | Ivan Petryak           | 13-03-1994    | 2022           | Fehérvár FC                     |
| 77            | Tadzjikistan  | Khusrav Toirov         | 01-08-2004    | 2023           | Atıraw FK                       |
| Aanvallers    |               |                        |               |                |                                 |
| 2             | Burkina Faso  | Lassina Traoré         | 12-01-2001    | 2021           | AFC Ajax                        |
| 14            | Oekraïne      | Danylo Sikan           | 16-04-2001    | 2019           | Hansa Rostock                   |
| 18            | Venezuela     | Kevin Kelsy            | 27-07-2004    | 2023           | Boston River                    |

## Sponsors
| Periode   | Kledingsponsor | Shirtsponsor |
| --------- | -------------- | ------------ |
| 1992–1998 | adidas         | Carlsberg    |
| 1998–2005 | adidas         | DCC          |
| 2005–2006 | adidas         | life:)       |
| 2006–2007 | adidas         | SCM          |
| 2007–2021 | Nike           | SCM          |
| 2021–     | Puma           | SCM          |

## Bekende (oud-)Hirnyky

### Spelers
- Luiz Adriano
- Douglas Costa
- Fernandinho
- Fred
- Roeslan Malynovskyj
- Marlos
- Henrich Mchitarjan
- Mykhailo Moedryk
- David Neres
- Andrij Pjatov
- Mychajlo Sokolovskyj
- Darijo Srna
- Vitalij Staroechin
- Anatolij Tymosjtsjoek
- Willian

### Trainers
- Anatolij Bysjovets
- Paulo Fonseca
- Mircea Lucescu
- Bernd Schuster
- Roberto De Zerbi

## In Europa
FK Sjachtar Donetsk speelt sinds 1976 in diverse Europese competities. Hieronder staan de competities en in welke seizoenen de club deelnam. De edities die Sjachtar Donetsk heeft gewonnen zijn dik gedrukt.
- Champions League (25x)

2000/01, 2001/02, 2002/03, 2003/04, 2004/05, 2005/06, 2006/07, 2007/08, 2008/09, 2009/10, 2010/11, 2011/12, 2012/13, 2013/14, 2014/15, 2015/16, 2016/17, 2017/18, 2018/19, 2019/20, 2020/21, 2021/22, 2022/23, 2023/24, 2024/25
- Europa League (10x)

2009/10, 2013/14, 2015/16, 2016/17, 2018/19, 2019/20, 2020/21, 2022/23, 2023/24, 2025/26
- Conference League (1x)

2025/26
- Europacup II (4x)

1978/79, 1983/84, 1995/96, 1997/98
- UEFA Cup (14x)

1976/77, 1979/80, 1980/81, 1994/95, 1998/99, 1999/00, 2000/01, 2001/02, 2002/03, 2003/04, 2004/05, 2005/06, 2006/07, 2008/09
- Intertoto Cup (1x)

1996
- UEFA Super Cup (1x)

2009
Bijzonderheden Europese competities:
| Bijzonderheid                 | Datum      | Tegenstander      | Uitslag | Plaats  | Naam         | Aantal |
| ----------------------------- | ---------- | ----------------- | ------- | ------- | ------------ | ------ |
| Hoogste overwinning           | 21-10-2014 | FK BATE Barysaw   | 7–0     | Barysaw |              |        |
| Hoogste nederlaag             | 11-03-2015 | FC Bayern München | 0–7     | München |              |        |
| Speler met meeste wedstrijden | 13-09-2017 |                   |         |         | Darijo Srna  | 137    |
| Speler met meeste doelpunten  | 05-11-2014 |                   |         |         | Luiz Adriano | 32     |

UEFA Club Ranking: 50 (17-07-2025)